# Reformierte Kirche Soglio

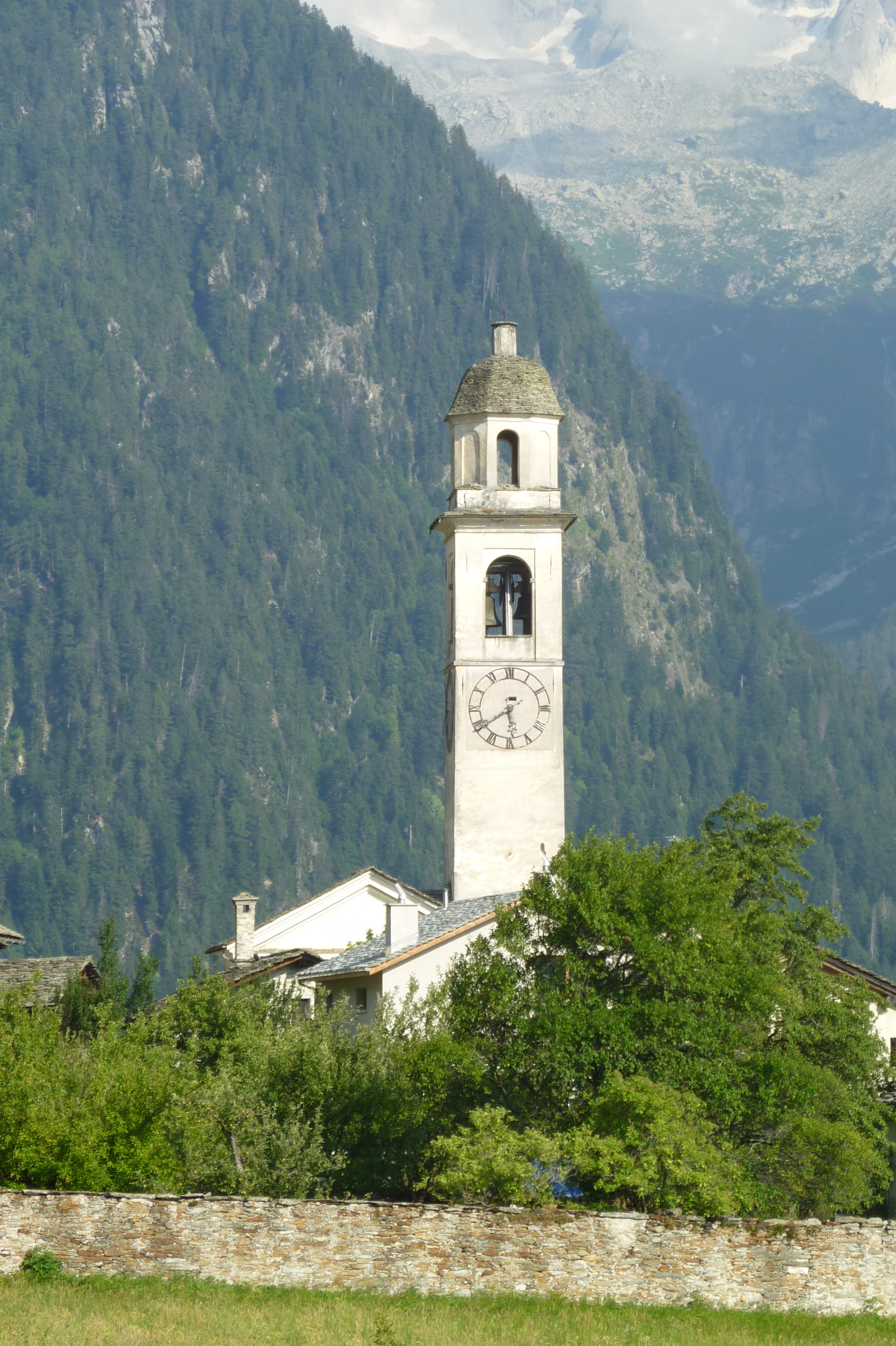
Reformierte Kirche Soglio

Die reformierte Kirche in Soglio (auch bekannt als San Lorenzo) im bündnerischen Bergell ist ein evangelisch-reformiertes Gotteshaus unter kantonalem Denkmalschutz. Letztmals restauriert wurde sie 1984/85.

## Geschichte und Ausstattung
Ersturkundlich bezeugt ist eine Kirche am heutigen Ort 1354 unter dem Patrozinium des Laurentius von Rom. Romanischen Stil zeigen die Mauern des Kirchenschiffs und der untere Teil des Turms, der 1765 einen oktogonalen haubenbekrönten Aufsatz erhielt. Die Kirche wurde 1471 vergrössert und erhielt dabei zwei neue Seitenaltäre und Kreuzgewölbe. 1499 wurde ein Altar von Ivo Strigel nach Piuro verkauft. 
Der dreiseitig geschlossene Chor in seiner heutigen Form wurde noch in vorreformatorischer Zeit 1506 errichtet und zeigt wie das gesamte Kircheninnere einen barocken Stil. Ihr heutiges Aussehen erhielt die Kirche 1735, darunter auch die lisenengegliederte Giebelfassade mit Volutenportal in profilierter Granitumrahmung. Pietro Solari, der auch die Turmerhöhung vorgenommen hat, stattete die Kirche 1765 neu aus. Die sparsamen Stuckornamente an der Decke und die mit einem Schalldeckel gezierte Kanzel sind bereits vom Rokoko geprägt. Über dem Chorbogen befindet sich das Auge Gottes in einer Kartusche. Der Abendmahlstisch hat eine achteckige Platte mit Balusterfuss; die Rokokokanzel hat einen geschweiften Schalldeckel; das Wandgestühl ist kanneliert mit Pilastern. Der Leuchter ist aus Muranoglas.
An der Wand finden sich ädikulaförmige Wandepitaphien, u. a. im Chor für die Familie von Salis (16.–17. Jh.) in schwarzem, teils rot gerahmtem Marmor, an der Südwand des Schiffs (v. Salis 1620 und Pestalozzi 1645) und an der Nordwand von Verwandten der Salis aus den Familien Gugelberg von Moos (1672), von Planta (1681) und Pestalozzi.

## Kirchliche Organisation
Die Evangelisch-reformierte Landeskirche Graubünden führt die Bergeller Kirchgemeinden alle in der Pastorationsgemeinschaft Bergell/Bregaglia.

## Galerie

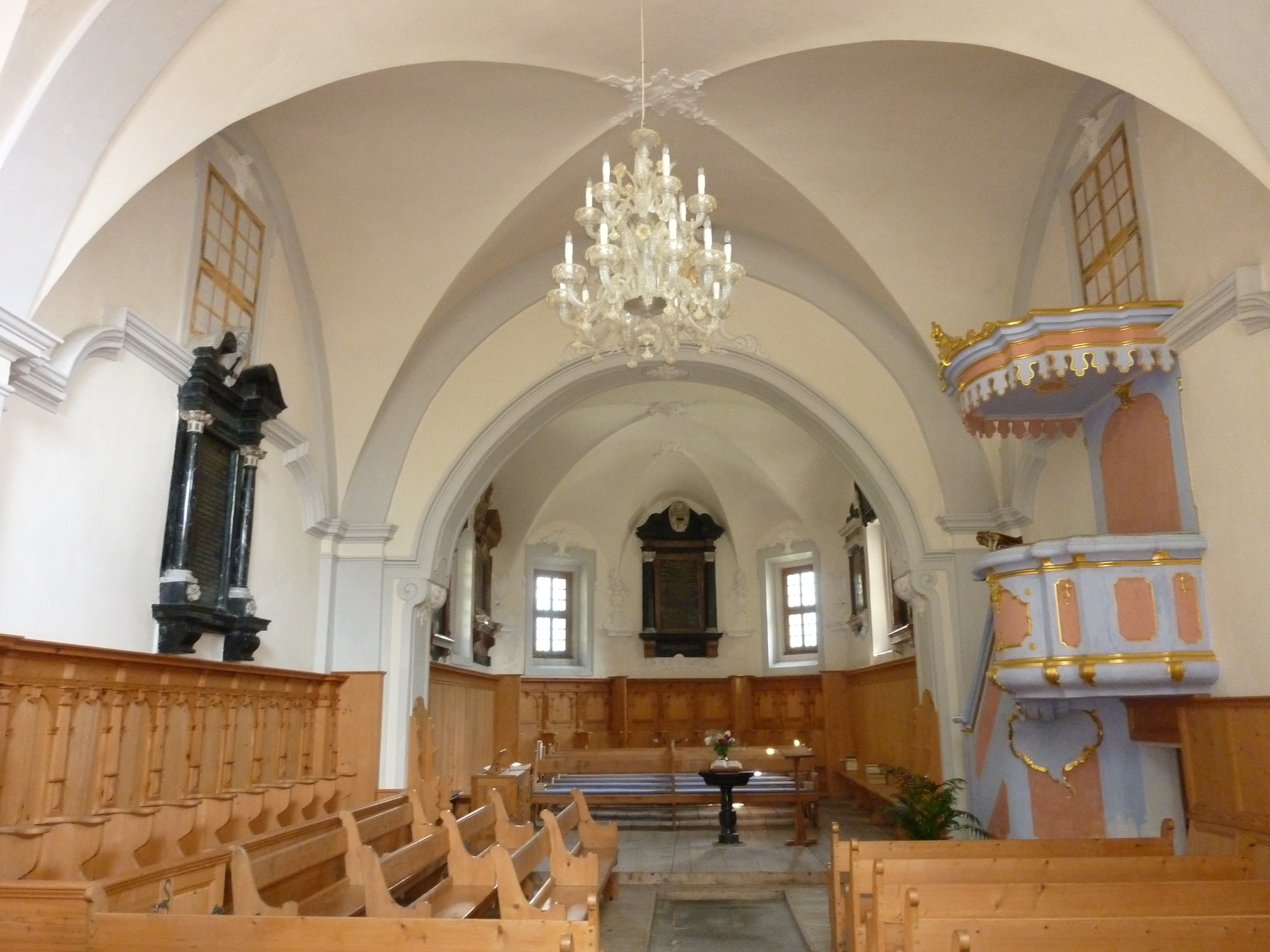
Blick zum Chor
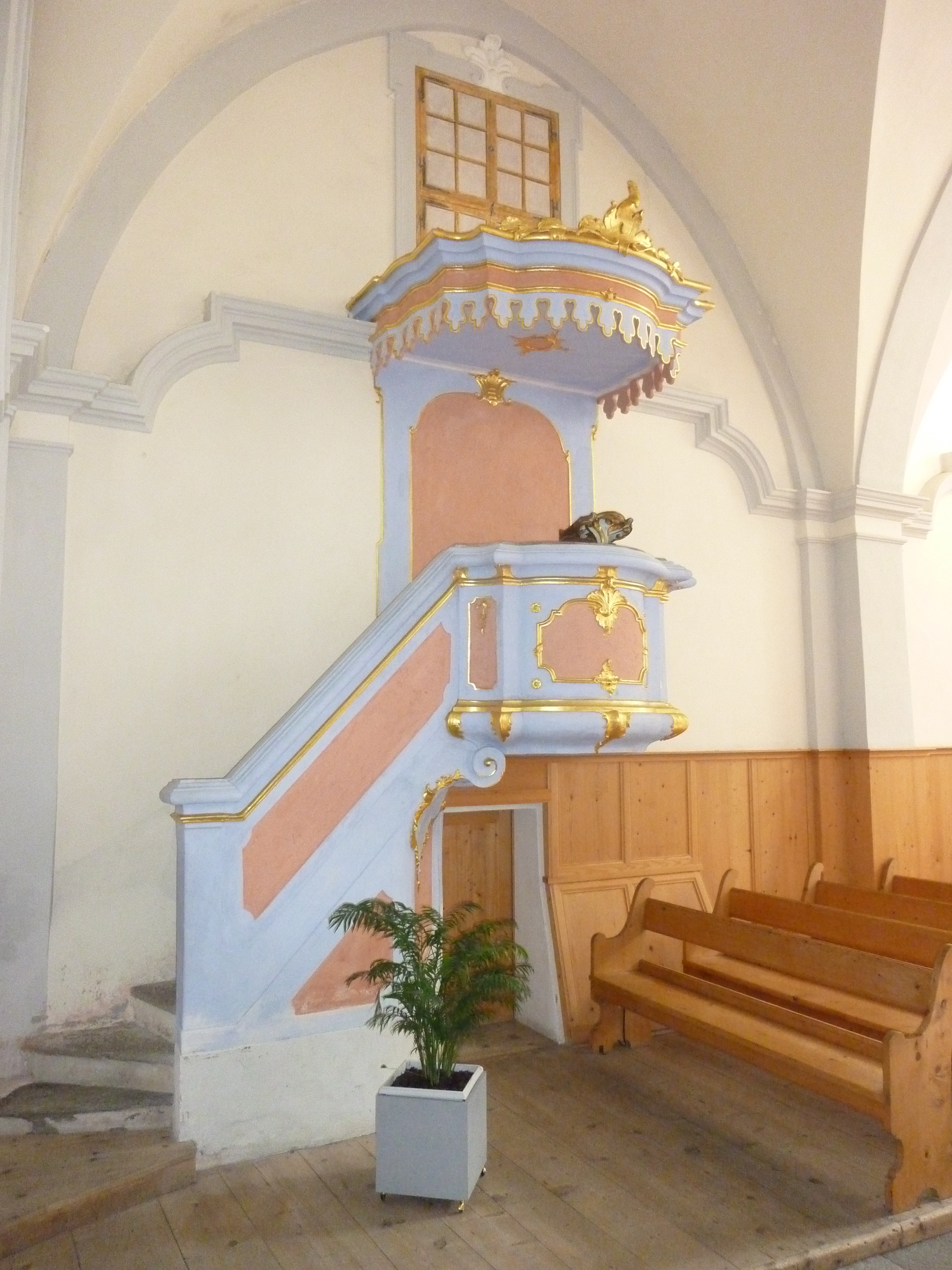
Kanzel
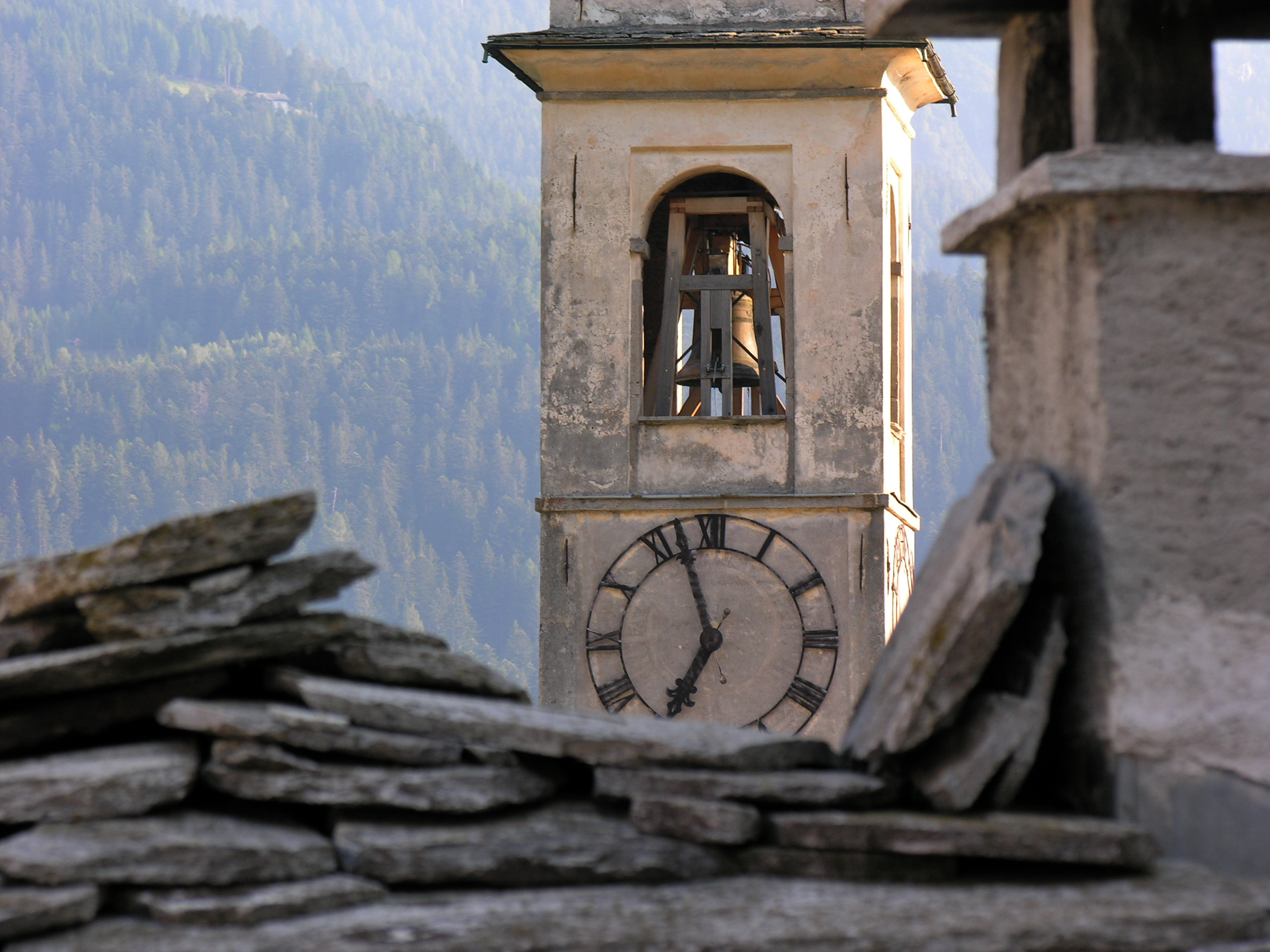
Blick in die Glockenstube
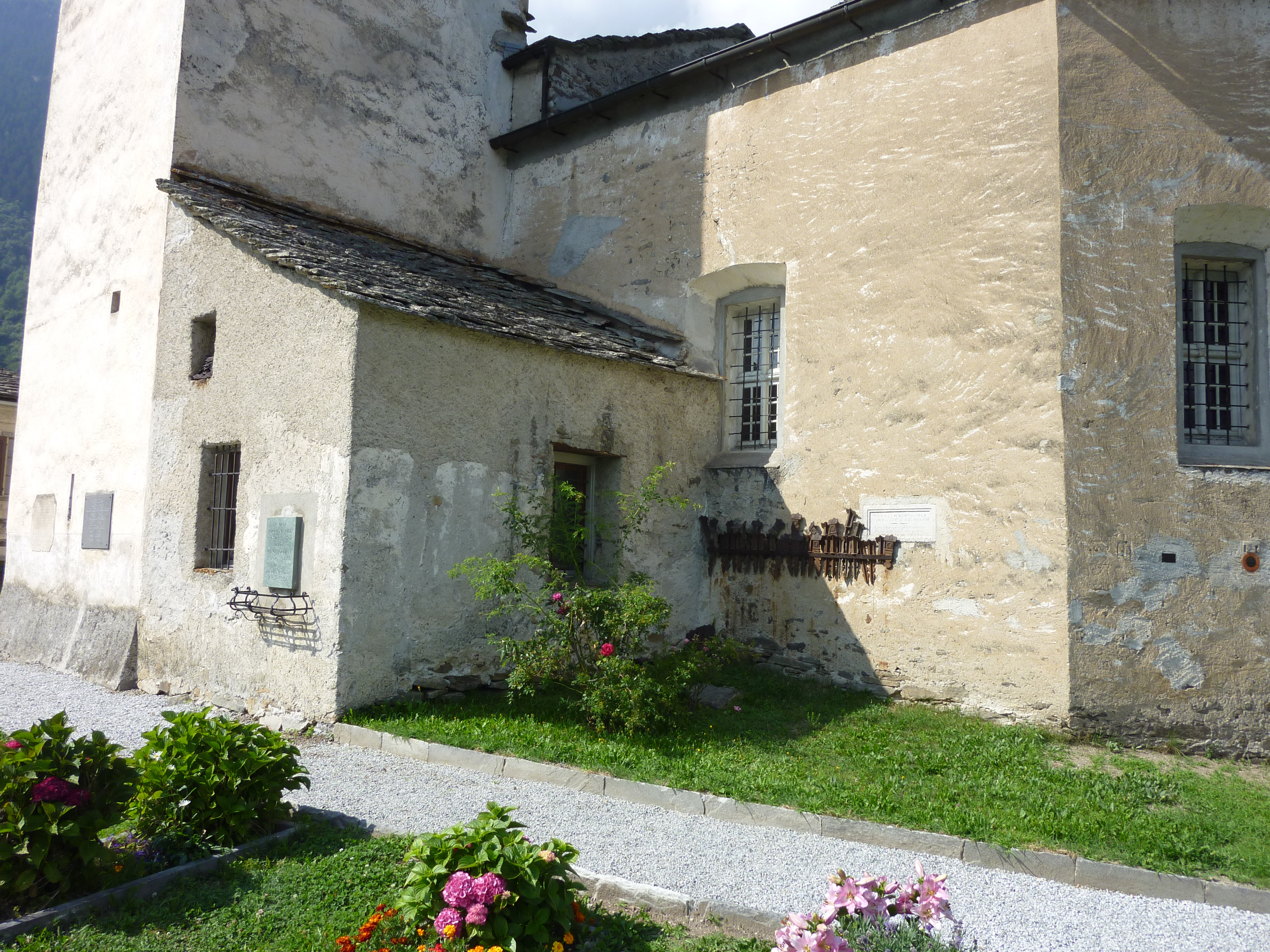
Beim Friedhof